# Língua mambae
O mambae (ou mambai) é uma das "línguas nacionais" de Timor-Leste, falada por cerca de 80 mil pessoas desde o interior do município de Díli estendendo-se até à costa sul do território, entrando pelos municípios de Ainaro e Manufahi. O mambae é de origem austronésica ou malaio-polinésia. É, ainda hoje, a língua materna mais falada em todo o território, representando grupos étnicos variados.

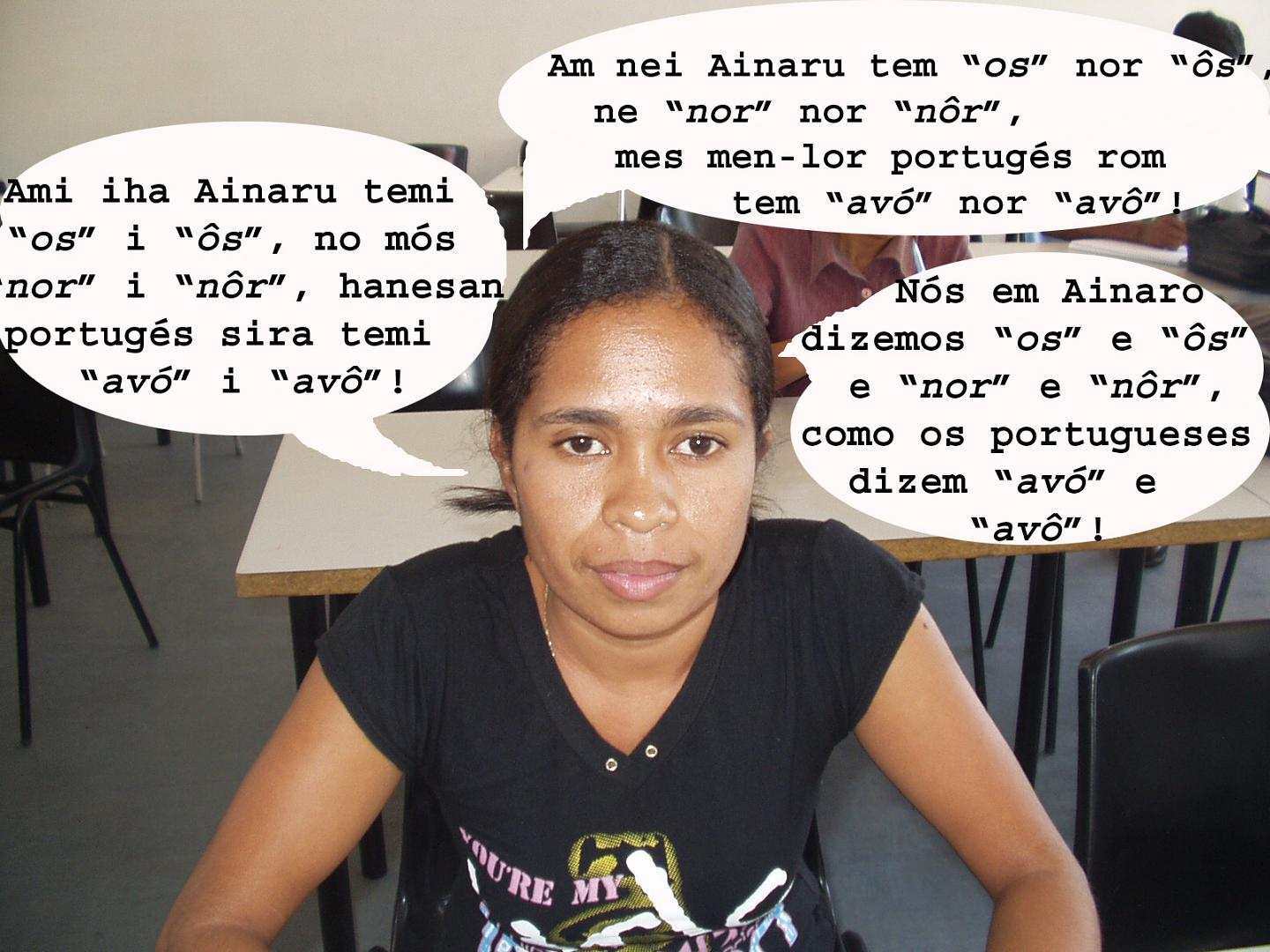
tétum, mambai e português

Têm o estatuto de "línguas oficiais" de Timor-Leste o tétum e o português.